# Медсестра 3D
«Медсестра 3D» (англ. Nurse 3-D) — американский триллер 2013 года режиссёра Дугласа Арниокоски. Мировая премьера фильма состоялась 28 сентября 2013 года на кинофестивале в Цюрихе, в широком прокате с 7 февраля 2014 года, в России — с 10 апреля.

## Сюжет
Днём Эбби Рассел примерная медсестра, которой люди доверяют свою жизнь, а ночью серийный убийца. Используя свою сексуальность, она соблазняет и обманывает людей, чтобы затем предать их жестокой смерти… Когда младшая медсестра начинает подозревать Эбби в преступлениях, она пытается вывести негодяйку на чистую воду…

## В ролях
| Актёр           | Роль                           |
| --------------- | ------------------------------ |
| Катрина Боуден  | Данни                          |
| Джадд Нельсон   | доктор Моррис                  |
| Пас де ла Уэрта | Эбби Расселл                   |
| Кэтлин Тёрнер   | Бэтти Уотсон главная медсестра |
| Корбин Блю      | Стив                           |
| Майкл Экланд    | Ричи                           |
| Борис Коджо     | детектив Джон Роган            |
| Ниси Нэш        | Реджина                        |
| Мартин Донован  | Ларри Кук                      |
| Мелани Скрофано | Рэйчел Адамс                   |
| Адам Хершман    | Джаред                         |